# Abderrahim Achchakir
Abderrahim Achchakir ou Chakir (en arabe : عبد الرحيم شاكير), né le 15 décembre 1986 à Oujda, est un footballeur international marocain. Il évolue au poste de milieu défensif au sein du Chabab Mohammédia et de l'équipe nationale du Maroc.

## Biographie

### Carrière en club

#### Jeunesse et formation
Abderrahim Achchakir voit le jour le 15 décembre 1986 à Oujda, mais il grandit au quartier populaire de Derb Sultan, à Casablanca. Son père travaillait dans la société Transports à Casablanca, plus connue sous le nom ''TAC''. Il commence le football très tôt dans les rues de son quartier, surtout dans le terrain de l'Hermitage qui est connu pour avoir produit de grands noms tels que Abdelmajid Dolmy, Mustapha Choukri ou Fathi Jamal.
En 2000, son oncle l'inscrit au centre de formation du Raja Club Athletic, alors dirigé par Fathi Jamal. Il rejoint les minimes qui étaient entraînés à l'époque par Mustapha Bark, avant d'intégrer quelque temps après les cadets sous les commandes de Abdellatif Beggar. Il quitte le Raja après 3 ans.

#### Débuts à l'Union de Mohammédia (2007-2010)
Durant le mercato estival de 2007, Abderrahim Achchakir rejoint l'Union de Mohammédia qui évoluait alors en deuxième division.
L'équipe finit la saison 2007-2008 en 6e position à 11 points du champion, l'Association Sportive de Salé, tandis qu'elle est éliminée des seizièmes de finale de la Coupe du trône face au Difaâ d'El Jadida. 
Le 29 novembre 2008 au Stade El Bachir, au titre de la 12e journée de la Botola D2 2008-2009 contre l'Union de Fkih Ben Salah, il inscrit son premier but avec l'Union de Mohamédia. En coupe, le club est éliminé des seizièmes de finale face au Maghreb de Fès aux tirs au but. 
La saison suivante est beaucoup plus réussie pour l'équipe qui assure une 3e place à l'issue du championnat, son meilleur classement depuis sa montée en deuxième division en 2004.  

#### Difaâ Hassani d'El Jadida (2010-2012)
En juin 2010, le Difaâ d'El Jadida annonce le recrutement de Achchakir qui conclut un bail de 4 ans.
Le 6 novembre 2010 au stade Mohamed V, le Difâa s'incline en demi finale de la coupe du trône contre le FUS de Rabat sur le score de 1-0. 
Le 24 avril 2011, au compte des seizièmes de finale de la Coupe de la confédération 2011 contre les malgaches de l'AS Adema, il inscrit son premier but lors d'une compétition africaine en transformant avec succès un penalty la 90e minute. 
Malgré ces bons résultats, les prestations de l'équipe en championnat sont moins convaincantes, puisqu'elle équipe termine la saison à la 10e place.

#### FAR de Rabat (2012-2017)
Durant le mercato hivernal de 2012, il est transféré aux FAR de Rabat contre la somme de 125.000€. Sous les commande de Fathi Jamal, il gagne rapidement sa place de titulaire dans l'entre-jeu des militaires.
Le 18 novembre 2012 au stade Moulay Abdellah, l'AS FAR perd la finale de la Coupe du Trône aux tirs au but face au Raja CA qui remporte son 7e titre, après que le temps réglementaire s'est soldé sur un score nul 0-0.
Le 4 mai 2013, au titre des huitièmes de finale de la Coupe de la confédération 2013 contre la formation tanzanienne de Azam FC , il inscrit son premier but avec les militaires grâce à un penalty qu'il provoque à la 12e minute
Le 25 mai, et après une rude course au titre avec le Raja, les FAR cèdent le championnat à la 29e journée en concédant un match nul face au Maghreb de Fès, au profit du Raja qui bat le Difaâ Hassani d'El Jadida et s'adjuge le championnat pour la 11e fois de son histoire.
Fin mai 2013, la FIFA, en plus d'une amende de 11 000 dollars, suspends Achchakir d'une année d'inactivité pour «mauvaise conduite contre des officiels pendant un match», pour s’être pris à l’arbitre Hélder Martins de Carvalho lors du match opposant les Lions de l'Atlas à la Tanzanie le 24 mars 2013 au titre des éliminatoires de la Coupe du monde 2014. Après l'appel du joueur auprès du Tribunal arbitral du sport, ce dernier décide en novembre de ramener sa durée de suspension à six mois au lieu d'une année. Le joueur déclare à l'issue de cette décision « J'ai vécu cette sanction comme un cauchemar parce que la période de suspension a changé beaucoup de choses dans ma carrière de footballeur. J'ai raté de grands matches avec mon équipe et l'équipe nationale marocaine et je n'ai jamais mérité cette sanction. ».
En octobre, il renouvelle son bail avec le club de la capitale pour 3 années supplémentaires, en guise de reconnaissance pour le soutien du club durant sa période de suspension.

#### Triomphes au Raja Club Athletic (2017-2021)
Le 5 août 2017, le Raja Club Athletic annonce le transfert de Abderrahim Achchakir paraphant avec lui un contrat de 2 ans contre la somme de 300.000€. Le 23 août, il joue sa première rencontre officielle avec l'équipe contre l'Olympique Dcheira au titre du premier tour de la Coupe du trône.
Le 23 septembre, au titre de la 3e journée de la Botola 2017-2018 contre le Kawkab de Marrakech, il inscrit son premier but avec le Raja grâce à une passe de Abdelilah Hafidi à la 36e minute.
Le 18 novembre au Stade Moulay Abdellah, il est titulaire lors de la finale de la Coupe du Trône 2017 contre le Difaa d'El Jadida. Les Verts s'adjugent leur 8e titre de la compétition aux tirs au but, où il transforme le 3e penalty avec succès, après que les 120 minutes de match se soldèrent sur un match nul (1-1),.
Le 25 novembre au Stade Mohamed V, il est aligné par Juan Carlos Garrido en défense pour la finale de la Coupe de la confédération contre l'AS Vita Club, où les Verts s'imposent sur le score de 3-0 grâce à un but de Benhalib et un doublé de Rahimi. Au match retour au Stade des martyrs, et malgré la défaite 3-1, les Raja est sacré champion de la compétition pour la 2e de son histoire après le sacre de 2003. Lors des deux matchs, avec un Jbira qui peine sur le plan défensif, Garrido positionne Achchakir sur le flanc droit tandis que Omar Boutayeb est chargé d'occuper le côté gauche.
Il ne tarde pas à ajouter un autre titre international à son actif le 29 mars 2019, cette fois au Stade Jassim-bin-Hamad à Doha au compte de la Supercoupe d'Afrique, où il forme avec Zakaria El Wardi le duo du milieu de l'équipe. le Raja s'impose finalement face à l’Espérance sportive de Tunis sur le score de 2-1,. 
Le 6 décembre 2019 au Stade des martyrs, le Raja joue la 2e journée de la phase de poules de la Ligue des champions 2019-2020 contre l'AS Vita Club. Les supporters du Raja le nomme Homme du match au terme d'un match où les Verts s'imposent et enregistrent la première victoire d'une équipe marocaine au Congo,. 
Le 8 août 2020, au titre de la 20e journée du championnat contre l'Olympique de Safi, il inscrit son premier but de la saison sur un coup franc joliment placé à la 19e minute. 
Le 11 octobre, le Raja, leader du championnat, reçoit les FAR de Rabat lors de l'ultime journée, et a besoin des 3 points pour remporter le titre. Achchakir est forfait pour ce match à cause d'une blessure contracté contre la Wydad AC. Les visiteurs prennent l'avantage à quelques minutes de la fin du premier carton, avant que Abdelilah Hafidi ne renverse la vapeur en inscrivant un doublé, dont un but à la 90e minute, qui déclare le Raja comme champion du Maroc.  
Le 6 avril 2021, le Raja annonce que Abderrahim Achchakir a été victime d'une fracture au niveau d'un vertèbre de la colonne vertébrale, ce qui l'éloignera des terrains pendant au moins trois semaines.  
Le 10 juillet, le Raja CA s'impose en finale de la Coupe de la confédération face aux algériens de la JS Kabylie et d'adjuge son troisième titre de la compétition (victoire, 2-1).  

### Chabab Mohammédia (depuis 2021)
Le 9 août 2021, Abderrahim Achchakir, arrivé au terme de son contrat avec le Raja CA, fait ses adieux à son club de cœur et à ses supporters, et signe le lendemain un contrat renouvelable d'une saison avec le Chabab Mohammédia sous la demande de M'hamed Fakhir.

### Carrière internationale
Le 8 janvier 2013, il est sélectionné pour la première fois en équipe du Maroc, à l'occasion d'un match amical contre la Zambie. Il participe à la Coupe d'Afrique des nations 2013 avec le Maroc.
Sous les commandes de Rachid Taoussi, il s'impose comme titulaire indiscutable dans la formation des Lions de l'Atlas lors de la Coupe d'Afrique des nations 2013 en Afrique du Sud.
Le 25 octobre 2015, la sélection locale marocaine s'oppose à la Tunisie au titre des qualifications pour le Championnat d'Afrique des nations 2016 organisé au Rwanda. Le score affichant une parité en seconde mi-temps (1-1), Achchakir donne l'avantage aux Lions de l'Atlas à la 70e minute. A la 84e minute, Mohamed Ounajem inscrit le but de la victoire après l'égalisation de Saad Bguir (victoire 3-2). C'est son premier but en équipe nationale.
| Matches internationaux d'Abderrahim Achchakir | Matches internationaux d'Abderrahim Achchakir | Matches internationaux d'Abderrahim Achchakir            | Matches internationaux d'Abderrahim Achchakir | Matches internationaux d'Abderrahim Achchakir | Matches internationaux d'Abderrahim Achchakir | Matches internationaux d'Abderrahim Achchakir | Matches internationaux d'Abderrahim Achchakir |
| 0                                             | Date                                          | Lieu                                                     | Adversaire                                    | Score                                         | Résultats                                     | Compétitions                                  |                                               |
| --------------------------------------------- | --------------------------------------------- | -------------------------------------------------------- | --------------------------------------------- | --------------------------------------------- | --------------------------------------------- | --------------------------------------------- | --------------------------------------------- |
| 1                                             | 8 janvier 2013                                | Rand Stadium (en), Johannesburg, Afrique du Sud          | Zambie                                        | —                                             | 0-0                                           | Match amical                                  |                                               |
| 2                                             | 12 janvier 2013                               | Rand Stadium (en), Johannesburg, Afrique du Sud          | Namibie                                       | —                                             | 2-1                                           | Match amical                                  |                                               |
| 3                                             | 19 janvier 2013                               | FNB Stadium, Johannesburg, Afrique du Sud                | Angola                                        | —                                             | 0-0                                           | CAN 2013                                      |                                               |
| 4                                             | 23 janvier 2013                               | Stade Moses-Mabhida, Durban, Afrique du Sud              | Cap-Vert                                      | —                                             | 1-1                                           | CAN 2013                                      |                                               |
| 5                                             | 27 janvier 2013                               | Stade Moses-Mabhida, Durban, Afrique du Sud              | Afrique du Sud                                | —                                             | 2-2                                           | CAN 2013                                      |                                               |
| 6                                             | 24 mars 2013                                  | Benjamin Mkapa National Stadium, Dar-es-Salaam, Tanzanie | Tanzanie                                      | —                                             | 3-1                                           | Éliminatoires Coupe du monde 2014             |                                               |
| 7                                             | 13 octobre 2014                               | Grand Stade de Marrakech, Marrakech, Maroc               | Kenya                                         | —                                             | 3-0                                           | Match amical                                  |                                               |
| 8                                             | 16 novembre 2014                              | Stade Adrar, Agadir, Maroc                               | Zimbabwe                                      | —                                             | 2-1                                           | Match amical                                  |                                               |
| 9                                             | 12 novembre 2015                              | Stade Adrar, Agadir, Maroc                               | Guinée équatoriale                            | —                                             | 2-0                                           | Éliminatoires Coupe du monde 2018             |                                               |
| 10                                            | 15 novembre 2015                              | Stade Nkoantoma, Bata, Guinée équatoriale                | Guinée équatoriale                            | —                                             | 1-0                                           | Éliminatoires Coupe du monde 2018             |                                               |

## Palmarès
Raja Club Athletic (6)
- Coupe arabe des clubs champions:vainqueur en 2021
- Championnat du Maroc :
  - Vainqueur en 2020.

- Coupe du Trône :
  - Vainqueur en 2017.
- Coupe de la confédération :
  - Vainqueur en 2018, 2021.
- Supercoupe d'Afrique :
  - Vainqueur en 2019.

 FAR de Rabat
- Coupe du Trône :
  - Finaliste en 2012.

### Distinctions personnelles
- Prix  Aigle de la Saison  pour le meilleur joueur du Raja CA au terme de la 2018.